# Матија Мркела
Матија Мркела (Београд, 16. марта 2000) бивши је српски је фудбалер.

## Статистика

### Клупска
Ажурирано 29. марта 2025.
|             |          |                     |    |   |   |   |   |   |   |   |    |   |  |  |
| Графичар    | 2018/19. | Српска лига Београд | 28 | 1 | — | — | — | — | — | — | 28 | 1 |  |  |
| Графичар    | 2019/20. | Прва лига Србије    | 12 | 1 | — | — | — | — | — | — | 12 | 1 |  |  |
| Графичар    | 2020/21. | Прва лига Србије    | 2  | 0 | — | — | — | — | — | — | 2  | 0 |  |  |
|             |          |                     |    |   |   |   |   |   |   |   |    |   |  |  |
| Лозница     | 2020/21. | Прва лига Србије    | 2  | 0 | — | — | — | — | — | — | 2  | 0 |  |  |
|             |          |                     |    |   |   |   |   |   |   |   |    |   |  |  |
| Графичар    | 2020/21. | Прва лига Србије    | 8  | 1 | — | — | — | — | — | — | 8  | 1 |  |  |
| Графичар    | 2021/22. | Прва лига Србије    | 12 | 0 | 0 | 0 | — | — | — | — | 12 | 0 |  |  |
| Графичар    | 2022/23. | Прва лига Србије    | 2  | 0 | 0 | 0 | — | — | — | — | 2  | 0 |  |  |
| Графичар    | Укупно   | Укупно              | 64 | 3 | 0 | 0 | — | — | — | — | 64 | 3 |  |  |
|             |          |                     |    |   |   |   |   |   |   |   |    |   |  |  |
| ОФК Београд | 2022/23. | Српска лига Београд | 2  | 0 | — | — | — | — | — | — | 2  | 0 |  |  |
| ОФК Београд | 2023/24. | Прва лига Србије    | 1  | 0 | — | — | — | — | — | — | 1  | 0 |  |  |
| ОФК Београд | Укупно   | Укупно              | 3  | 0 | — | — | — | — | — | — | 3  | 0 |  |  |
|             |          |                     |    |   |   |   |   |   |   |   |    |   |  |  |
| Каријера    | Каријера | Каријера            | 69 | 3 | 0 | 0 | — | — | — | — | 69 | 3 |  |  |
|             |          |                     |    |   |   |   |   |   |   |   |    |   |  |  |

### Утакмице у дресу репрезентације
| Репрезентација Србије у узрасту до 15 година старости | Репрезентација Србије у узрасту до 15 година старости | Репрезентација Србије у узрасту до 15 година старости | Репрезентација Србије у узрасту до 15 година старости | Репрезентација Србије у узрасту до 15 година старости | Репрезентација Србије у узрасту до 15 година старости | Репрезентација Србије у узрасту до 15 година старости | Репрезентација Србије у узрасту до 15 година старости | Репрезентација Србије у узрасту до 15 година старости | Репрезентација Србије у узрасту до 15 година старости |
| #                                                     | Датум                                                 | Такмичење                                             | Локација                                              | Домаћин                                               | Резултат                                              | Гост                                                  | Гол                                                   | Реф.                                                  |                                                       |
| ----------------------------------------------------- | ----------------------------------------------------- | ----------------------------------------------------- | ----------------------------------------------------- | ----------------------------------------------------- | ----------------------------------------------------- | ----------------------------------------------------- | ----------------------------------------------------- | ----------------------------------------------------- | ----------------------------------------------------- |
| 1.                                                    | 9. децембар 2014.                                     | Пријатељска утакмица                                  | Стадион под Малим брдом, Петровац                     | Црна Гора                                             | 0 : 2                                                 | Србија                                                |                                                       | [ 17 ]                                                |                                                       |
| 2.                                                    | 11. децембар 2014.                                    | Пријатељска утакмица                                  | Стадион ФК Младост, Подгорица                         | Црна Гора                                             | 1 : 3                                                 | Србија                                                |                                                       | [ 18 ]                                                |                                                       |
| 3.                                                    | 11. фебруар 2015.                                     | Mеђунaрoдни турнир у Aнтaлији                         | Eмирхaн спoрт кoмплекс                                | Србија                                                | 1 : 1                                                 | Холандија                                             |                                                       | [ 19 ]                                                |                                                       |
| 4.                                                    | 12. фебруар 2015.                                     | Mеђунaрoдни турнир у Aнтaлији                         | Eмирхaн спoрт кoмплекс                                | Турска                                                | 3 : 0                                                 | Србија                                                |                                                       | [ 20 ]                                                |                                                       |
| 5.                                                    | 16. април 2015.                                       | Пријатељска утакмица                                  | Кућа фудбала, Стара Пазова                            | Србија                                                | 3 : 3                                                 | Чешка                                                 |                                                       | [ 21 ]                                                |                                                       |
| 5                                                     | Укупан број утакмица и постигнутих погодака           | Укупан број утакмица и постигнутих погодака           | Укупан број утакмица и постигнутих погодака           | Укупан број утакмица и постигнутих погодака           | Укупан број утакмица и постигнутих погодака           | Укупан број утакмица и постигнутих погодака           | 0                                                     |                                                       |                                                       |

| Репрезентација Србије у узрасту до 17 година старости | Репрезентација Србије у узрасту до 17 година старости | Репрезентација Србије у узрасту до 17 година старости | Репрезентација Србије у узрасту до 17 година старости | Репрезентација Србије у узрасту до 17 година старости | Репрезентација Србије у узрасту до 17 година старости | Репрезентација Србије у узрасту до 17 година старости | Репрезентација Србије у узрасту до 17 година старости | Репрезентација Србије у узрасту до 17 година старости | Репрезентација Србије у узрасту до 17 година старости |
| #                                                     | Датум                                                 | Такмичење                                             | Локација                                              | Домаћин                                               | Резултат                                              | Гост                                                  | Гол                                                   | Реф.                                                  |                                                       |
| ----------------------------------------------------- | ----------------------------------------------------- | ----------------------------------------------------- | ----------------------------------------------------- | ----------------------------------------------------- | ----------------------------------------------------- | ----------------------------------------------------- | ----------------------------------------------------- | ----------------------------------------------------- | ----------------------------------------------------- |
| 1.                                                    | 26. јул 2016.                                         | Пријатељска утакмица                                  | Кућа фудбала, Стара Пазова                            | Србија                                                | 0 : 2                                                 | Казахстан                                             |                                                       | [ 22 ]                                                |                                                       |
| 1                                                     | Укупан број утакмица и постигнутих погодака           | Укупан број утакмица и постигнутих погодака           | Укупан број утакмица и постигнутих погодака           | Укупан број утакмица и постигнутих погодака           | Укупан број утакмица и постигнутих погодака           | Укупан број утакмица и постигнутих погодака           | 0                                                     |                                                       |                                                       |

## Трофеји и награде
Графичар
- Српска лига Београд: 2018/19.[23]

ОФК Београд
- Српска лига Београд : 2022/23.[24]
- Прва лига Србије : 2023/24.[25]